# FC Swarovski Tirol
El FC Swarovski Tirol era un club de fútbol de la Liga de Austria que jugaba en la ciudad de Innsbruck. Se fundó en 1986, a base de la sección profesional del FC Wacker Innsbruck, y desapareció en 1992, y a pesar de sus pocos años logró ganar algunos títulos.

## Palmarés

### Torneos nacionales
- Bundesliga de Austria (2): 1989, 1990
- Copa de Austria (1): 1989

## Participación en competiciones de la UEFA
| Temporada | Torneo           | Ronda       | Club                 | Casa | Visita | Global |
| --------- | ---------------- | ----------- | -------------------- | ---- | ------ | ------ |
| 1986–87   | UEFA Cup         | 1           | CSKA Sofia           | 3–0  | 0–2    | 3–2    |
| 1986–87   | UEFA Cup         | 2           | Standard Liege       | 2–1  | 3–2    | 4–3    |
| 1986–87   | UEFA Cup         | 3           | Spartak Moscow       | 2–0  | 0–1    | 2–1    |
| 1986–87   | UEFA Cup         | 1/4         | Torino               | 2–1  | 0–0    | 2–1    |
| 1986–87   | UEFA Cup         | Semifinales | IFK Göteborg         | 0–1  | 1–4    | 1–5    |
| 1987–88   | Recopa de Europa | 1           | Sporting CP          | 4–2  | 0–4    | 4–6    |
| 1989–90   | Copa de Europa   | 1           | Omonia Nicosia       | 6–0  | 3–2    | 9–2    |
| 1989–90   | Copa de Europa   | 2           | Dnepr Dnepropetrovsk | 0–2  | 2–2    | 2–4    |
| 1990–91   | Copa de Europa   | 1           | Kuusysi Lahti        | 5–0  | 2–1    | 7–1    |
| 1990–91   | Copa de Europa   | 2           | Real Madrid          | 2–2  | 1–9    | 3–11   |
| 1991–92   | UEFA Cup         | 1           | Tromsø IL            | 2–1  | 1–1    | 3–2    |
| 1991–92   | UEFA Cup         | 2           | PAOK Salónica        | 2–0  | 2–0    | 4–0    |
| 1991–92   | UEFA Cup         | 3           | Liverpool            | 0–2  | 0–4    | 0–6    |

## Entrenadores
- Felix Latzke (1985 –1987)
- Ernst Happel (1987 –1991)
- Horst Hrubesch (1991-1992)